# 聖留窟
聖留窟（ソンニュグル、朝鮮語: 성류굴）は、韓国慶尚北道蔚珍郡近南面にある石灰岩洞窟で天然記念物第155号で登録されている。
洞窟の入り口の前に王避川がある。

## 由来
聖留窟は本来神仙がのんびりと遊んだ処という意味の仙遊窟だった。その後、時間が流れて文禄の役の時に日本軍の破壊、略奪で仏像を守る為仏像を窟の中に運んだことから由来されて仏が留まった処の意味で聖留窟になった。

## 洞窟の特徴
洞窟の最大広さが18メートル、全体の長さは800メートル程。この中に200メートル程の区間が開放された。
湖水の水の中で浸っている鍾乳石と石筍は国内最大。
2015年には入口の付近で石灰岩に刻まれた金石文が発見された。

## アクセス
蔚珍郡市外バスタミナールから聖留窟方面農漁村バス利用（約20分）